# Opisthacantha divina
Opisthacantha divina är en stekelart som först beskrevs av Alan Parkhurst Dodd 1920.  Opisthacantha divina ingår i släktet Opisthacantha och familjen Scelionidae. Inga underarter finns listade i Catalogue of Life.